# ستم (کاهن)
ستم (Setem) یا سم یا شم در پادشاهی کهن مصر، پادشاهی میانه مصر و در دوره اولیه پادشاهی نوین مصر عمدتاً مصر باستان نام یک عنوان کاربردی از «کاهن اعظم اوزیریس» بود و با فعالیت کاهن در معبد وداع تعریف شده‌است. ترجمه دقیق اصطلاح «کاهن ستم» که در این زمینه استفاده می‌شود نامشخص است.
بقایای کمی از این محوطه معبد اوزیریس که در شمال ابیدوس قرار داشت، امروزه باقی مانده‌است. کتیبه‌های روی بناهای ابیدنی در پادشاهی میانه نشان می‌دهد که کاهنان و مقاماتی که در ابیدوس کار می‌کردند خود را هم به‌عنوان «سامرف» و هم «سم» یا «شم» می‌دیدند.
تکنو (tekenu) که به عنوان کاهن سم در خلسه شناخته می‌شود را می‌توان به عنوان یک «جادوگر شمن وار» شناسایی کرد که نور جدیدی بر مراسم تشییع جنازه مرموز و مبهم مصر باستان می‌تاباند.